# Victor Gruen
Victor Gruen (* 18. Juli 1903 als Viktor David Grünbaum in Wien; † 14. Februar 1980 ebenda) war ein österreichischer Stadtplaner und Architekt, der durch die Planung der ersten modernen Einkaufszentren am Rand von Städten in den USA international für Aufsehen sorgte. In Österreich gilt er als geistiger Vater der ersten großen Wiener Fußgängerzone, die 1974 trotz heftiger Kritik in der Kärntner Straße eingerichtet wurde. Bekanntes Argument von ihm in dieser Sache war: „Autos kaufen nichts.“

## Leben und Wirken
Noch während seines Architekturstudiums an der Akademie der bildenden Künste in Wien machte er sich als politischer Kabarettist einen Namen. Er kritisierte offen die Nationalsozialisten und war bekennender Sozialdemokrat (er baute bereits als junger Architekt etwa Otto Bauers Wohnung um).
Von 1926 bis 1933 oder 1934 leitete Grünbaum gemeinsam mit Robert Ehrenzweig (später Lucas) das Politische Kabarett. Im Kabarett Literatur am Naschmarkt lernte er auch den jungen Kulissenschieber Felix Slavik, den späteren Bürgermeister Wiens, kennen. Daraus entstand eine Freundschaft, die sich für Wien als sehr positiv herausstellen sollte, als er 1965 von Felix Slavik mit einem Innenstadtkonzept beauftragt wurde, woraus 1970 die erste Fußgängerzone Wiens hervorging.
Als sein Architekturbüro 1938 von den Nationalsozialisten aufgrund seiner „nichtarischen Herkunft“ enteignet wurde, emigrierte er in die USA. In New York City machte er durch Umbauten von Fifth-Avenue-Boutiquen schnell von sich reden, und 1940 zog er für einen Auftrag einer großen Einzelhandelskette nach Los Angeles. Er wurde 1943 Staatsbürger der USA. 1947 plante er ein Kaufhaus mit Parkdeck auf dem Dach, was es bis dahin nicht gab und seiner Bekanntheit weiter Auftrieb gab.
1949 gründete er mit seinem österreichischen Kollegen Rudolf Baumfeld die Arbeitsgruppe Victor Gruen Associates, die mit 300 Angestellten (neben Architekten und Planern auch Künstler und Soziologen) bald eines der größten US-amerikanischen Architekturbüros wurde. Noch heute ist das Büro mit Standorten in Los Angeles, New York und Washington, D.C. stark in den USA vertreten. Das Planungsbüro Gruen Associates war von 1996 bis 2008 bei Planung und Bau der Botschaft der Vereinigten Staaten in Berlin am Pariser Platz beteiligt.

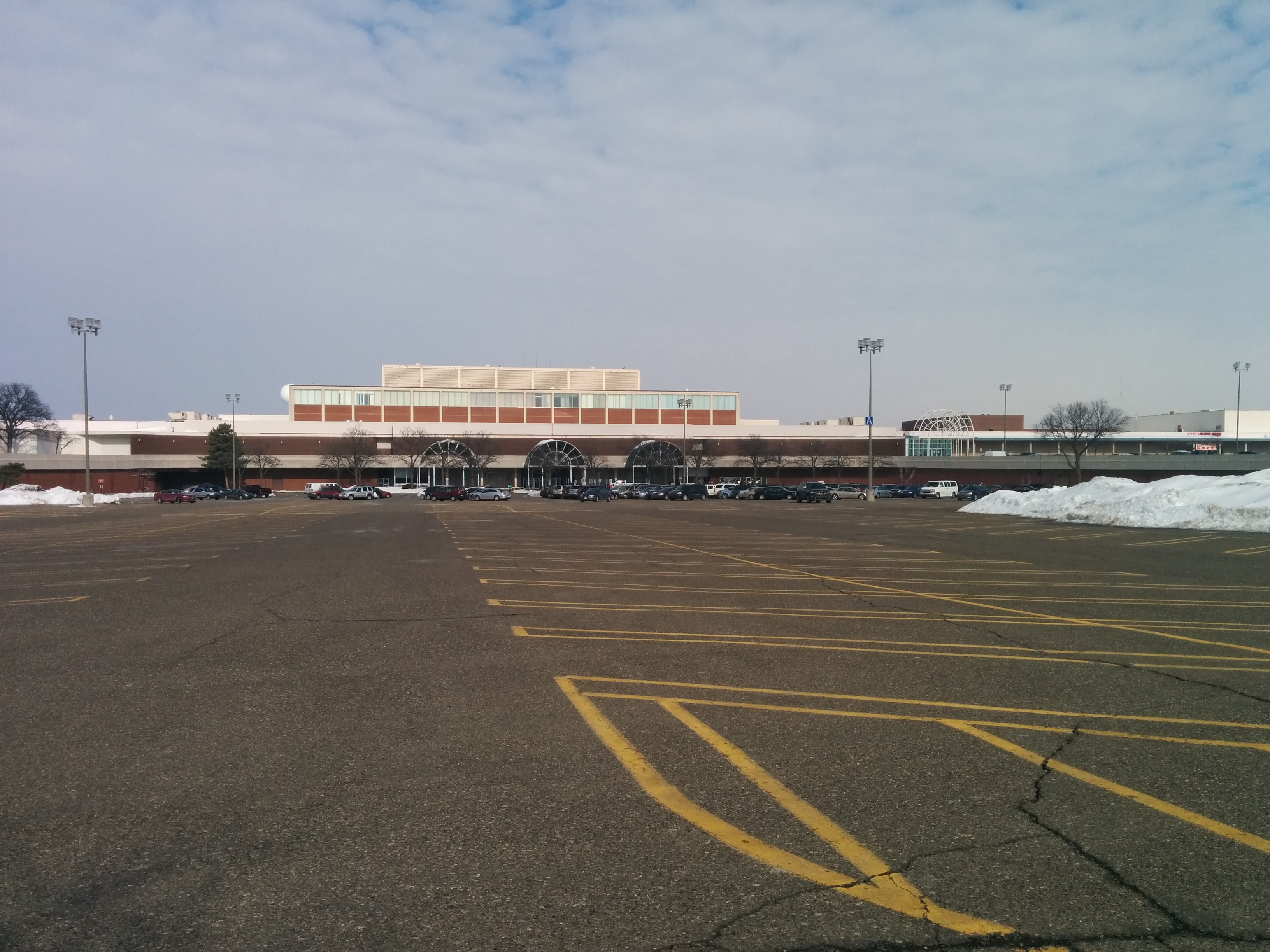
Das Northland Center in Detroit

1952 begann die Umsetzung seines Lebenswerkes, als er in Northland bei Detroit sein erstes Einkaufszentrum, in dem die Besucher nicht mehr bloß einkaufen, sondern sämtliche Funktionen städtischer Zentren auffinden sollten, baute. Damit wurde er zum Erfinder der „Shopping Mall“, des Inbegriffs  US-amerikanischer Suburbanisierung, wenngleich seine Visionen in ganz andere als die vom Autoverkehr beherrschte Richtung gingen: Er sah seine Mall – mit Theatern und kulturellen Einrichtungen – als Zentrum eines verdichteten urbanen Raumes an, als eine Art verbesserte Downtown, die von dichter Wohnbebauung, Parks und Sportanlagen umgeben sein sollte.

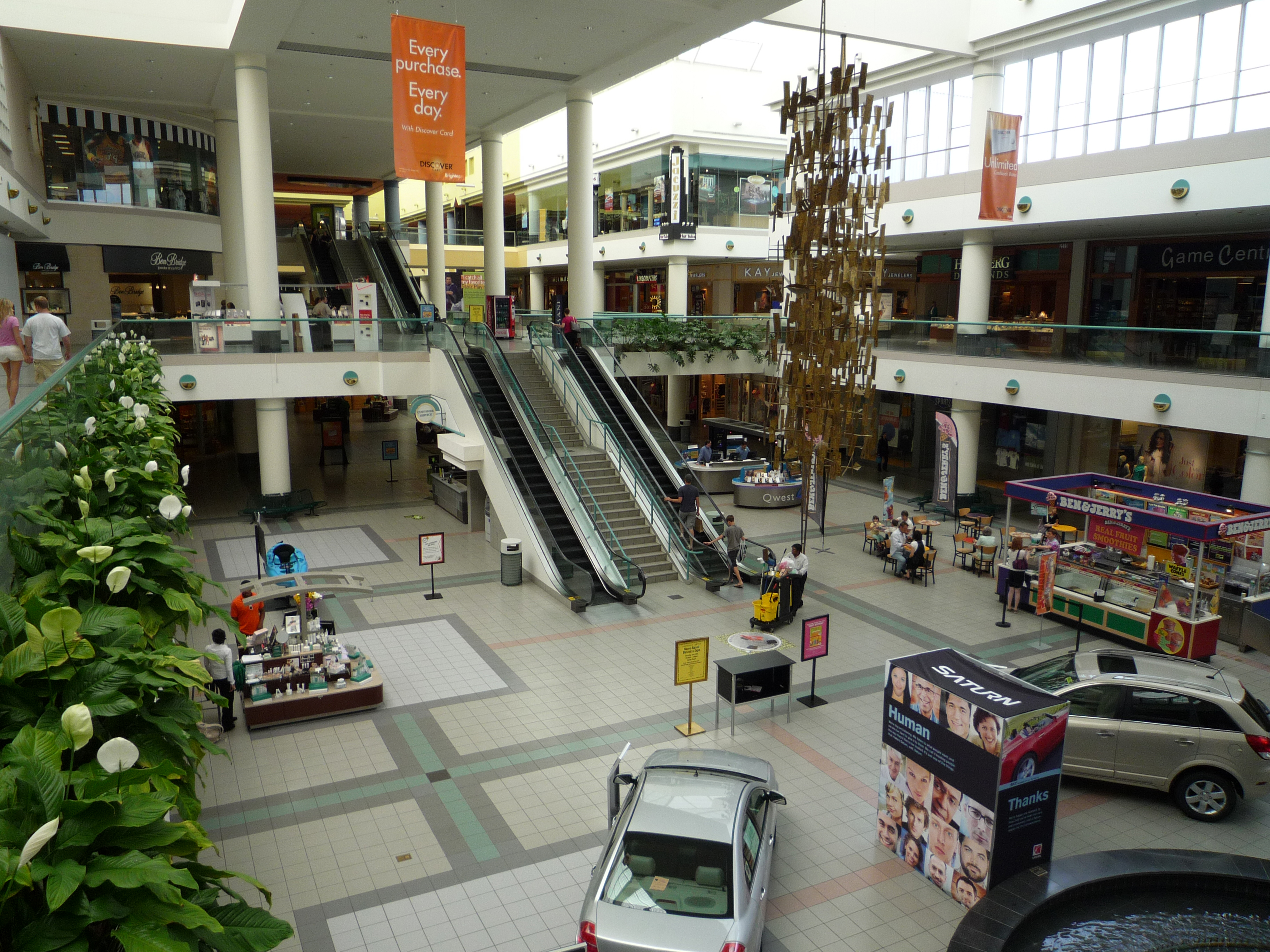
Das Southdale Center

Schon 1956 wurde seine erste überdachte „Shopping Mall“ in Southdale, südlich von Minneapolis, errichtet. Sie enthielt neben Geschäften auch eine Schule, einen Hörsaal und einen Eislaufplatz. Seine eigentliche Vision konnte er in Teilen drei Jahre später umsetzen: In Kalamazoo, einer US-amerikanischen Durchschnittskleinstadt, wurden zwei Straßenblocks der Hauptstraße Burdick Street für den Autoverkehr gesperrt, um den Platz für eine Mall im Stadtzentrum zu räumen. Damit gelang Gruen ein Bruch mit der sukzessiven Unterwerfung des amerikanischen Stadtraums unter die Anforderungen des motorisierten Individualverkehrs; seine Vision ging aber noch weiter. Angesichts zügiger Suburbanisierung und Motorisierung der US-amerikanischen Gesellschaft prognostizierte er den großen Verkehrskollaps in den Stadtzentren, wenn die baulichen Strukturen nicht umfassend an dieser Entwicklung ausgerichtet würden. Sein Plan für Kalamazoo City sah daher (wie schon zuvor der Plan für Fort Worth, der bald als Prototyp aller Stadterneuerungspläne galt, und später der Plan für Fresno) eine Ringstraße mit großangelegten Parkmöglichkeiten um die Innenstadt und eine größtmögliche Autofreiheit für die Innenstadt selbst vor. Dabei dürfte er weiterhin den Aufbau des Zentrums seiner Heimatstadt Wien vor Augen gehabt haben. Weitere umfangreiche Generalpläne folgten
- für die neu gegründete Stadt Valencia nahe Los Angeles mit 200.000 Einwohnern, der auch weitgehend umgesetzt wurde.
- für die Umwandlung von Welfare Island in eine Modellstadt mit funktionaler und sozialer Mischung, wo sämtlicher Verkehr in den Untergrund verlegt worden wäre;
- für Wien, der heute auch weitgehend umgesetzt ist.

1948 besuchte Gruen erstmals nach Kriegsende wieder seine Heimatstadt und hielt sich ab diesem Zeitpunkt immer wieder in Wien auf. Er unterhielt einen namhaften Freundeskreis, dem u. a. der spätere Bundespräsident Heinz Fischer, Bernd Lötsch, Umweltaktivist und später Direktor des Naturhistorischen Museums, die Wissenschaftsministerin der Kreisky-Ära, Hertha Firnberg, und Felix Slavik, langjähriger Wiener Finanzstadtrat und später Wiener Bürgermeister, angehörten. Dennoch stand der vielleicht erfolgreichste Architekt des 20. Jahrhunderts 1967 in Wien vor Gericht: Die Wiener Architektenkammer erkannte Gruen den Berufstitel „Architekt“ ab, da er es im nationalsozialistischen Wien „verabsäumt“ hatte, sein Studium abzuschließen. 2010, nach der Ausstrahlung der TV-Dokumentation „Der Gruen-Effekt. Victor Gruen und die Shopping Mall“, verlieh der aktuelle Präsident der Kammer, Georg Pendl, Gruen als Geste der Wiedergutmachung posthum die symbolische Ehrenmitgliedschaft.
1968 gründete Gruen in Los Angeles die Gesellschaft „Victor Gruen Center for Environmental Planning“ und zog sich aus den „Victor Gruen Associates“ mehrheitlich zurück. Im selben Jahr kehrten Gruen und seine vierte Frau endgültig nach Wien zurück, wo er 1973 die Schwestergesellschaft „Zentrum für Umweltplanung“ gründete. Er starb am 14. Februar 1980 in Wien.

## Bedeutung
Wer den Namen Victor Gruen ausschließlich mit der Errichtung großer Konsumtempel in Verbindung bringt, missinterpretiert ihn. Zwar war die Schaffung von Räumen, die zum Verbleiben und Konsumieren einladen, eines seiner großen Anliegen; der arbeitsgerechten Welt der Männer sollte das Pendant der konsumgerechten Welt der Frauen gegenübergestellt werden, der Verlust der Behaglichkeit der Wiener Konsumwelten (Kaffeehäuser) lag ihm in seinen Anfangsjahren in den USA schwer im Magen. Victor Gruen ging es aber um mehr als um die Förderung des Konsums in einer autogerechten Welt. Sein Hauptinteresse galt der Schaffung einer lebenswerten Umwelt für den Menschen.
- Mit seinem Konzept des überdachten, autofreien Zentrums wollte er angesichts der historischen Erfahrung zunehmender Zersiedelung und Zerstörung des (öffentlichen) Straßenraumes gemischte städtische Strukturen in fußläufiger Distanz für die Nutzung durch Fußgänger zurückgewinnen und durch zusätzlichen Wetterschutz optimieren. In den USA, wo es die gewachsene historische Altstadt, die zum Verbleiben einlädt und eine Identifikation der Bewohner mit ihrer Stadt ermöglicht, bis auf wenige Ausnahmen nicht gibt, ging es ihm darum durch den Bau von multifunktionellen Zentren, die neben Einkaufsmöglichkeiten auch öffentliche und soziale Einrichtungen enthalten, solche „Stadtzentren“ erst zu schaffen. Gruen war ein erklärter Gegner des unifunktionellen Zentrums, also des reinen Einkaufszentrums.
- Darüber hinaus forderte er aber ebenso eine grundsätzliche Neuausrichtung der Siedlungsplanung, um die Notwendigkeit mechanischer Hilfsmittel auf ein Minimum zu reduzieren.
- Erforderliche Wege wären mit schnellen, energiesparenden und billigen kollektiven Verkehrsmitteln zurückzulegen.
- Die städtische Umwelt müsse zum Verbleib einladen und eine hohe Qualität bieten.
- Und letztendlich sollten gar sämtliche technische Leistungen vom menschlichen Lebensbereich durch architektonische Raffinessen so wirksam getrennt werden, dass sie schlicht nicht mehr wahrgenommen werden können.

Victor Gruen kann also durchaus als Vordenker der „Compact Cities“ oder der „Stadt der kurzen Wege“ betrachtet werden. Seine Ideen schrieb er auch in Hunderten von Artikeln und zahlreichen Büchern nieder. In der von ihm verfassten „Charta von Wien“, die er in seinem Buch „Das Überleben der Städte“ veröffentlichte, formulierte er Leitsätze einer umweltverträglichen und auf die Bedürfnisse des Menschen ausgerichteten Stadtplanung. Dass seine Visionen an der Umsetzung scheiterten und von seinen Plänen letztlich nur die Idee der Optimierung des räumlichen Zusammentreffens von Angebot und Nachfrage in einer motorisierten Welt geblieben ist, darf angesichts der Epoche seines Schaffens nicht verwundern.
Victor Gruens Werk lebt aber nicht nur auf dem nordamerikanischen Kontinent weiter. So flossen in Gruens Geburtsstadt Wien seine Gedanken in den ersten Stadtentwicklungsplan ein, der unter anderem die Schaffung der ersten Fußgängerzone in der Kärntner Straße vorsah. Auch die zahlreichen Fußgängerzonen, die in den 1970er und 1980er Jahren in Städten der BRD entstanden, lassen sich auf Victor Gruen, bzw. auf das Vorbild Wien, zurückführen.

## Auszeichnungen
- 1978: Großes Goldenes Ehrenzeichen für Verdienste um die Republik Österreich[3]
- 1981: Benennung der Victor-Gruen-Gasse im 10. Wiener Gemeindebezirk Favoriten

## Schriften
- Victor Gruen: Shopping Town: Memoiren eines Stadtplaners (1903–1980), herausgegeben von Anette Baldauf, Wien ; Köln ; Weimar : Böhlau 2014, ISBN  978-3-205-79542-1.
- Victor Gruen: Letter to the state of Michigan. 1950.
- Victor Gruen: Upjohn Village: A complete community development. 1950.
- Victor Gruen: Circular store for traffic flow. Chain Store Age. 1951.
- Victor Gruen: Regional shopping centers and civilian defense. 1951.
- Victor Gruen: Cityscape and landscape. 1955.
- Victor Gruen: The heart of our cities: The urban crisis. 1964.
- Victor Gruen: Russian report. 1964. (?)
- Victor Gruen: Downfall and rebirth of city cores on both sides of the Atlantic. 1972.
- Victor Gruen: Centers for the urban environment: Survival of the cities. 1973.
Deutschsprachige Ausgabe: Das Überleben der Städte Wege aus der Umweltkrise. Wien 1973, ISBN 3-217-00491-4.
- Victor Gruen: Shopping centers in the U.S.A.
- Victor Gruen, Larry Smith: Shopping towns USA: The planning of shopping centers. 1960.
- Victor Gruenbaum, E. Krummeck. Letter to Ruth Goodhue. 1943. (?)
- Victor Gruenbaum: Shopping center. 1943.
- Victor Gruenbaum: A report concerning store design in the year 2000.

## Film
- Der Gruen Effekt. Victor Gruen und die Shopping Mall. Dokumentarfilm von Anette Baldauf und Katharina Weingartner. A 2010, 54 min. siehe http://www.dergrueneffekt.at